# Claudia Lössl
Claudia Lössl (* 2. Oktober 1966 in München) ist eine deutsche Schauspielerin und Synchronsprecherin.

## Leben und Karriere
Claudia Lössl wuchs als Tochter eines Schauspielers und einer Ärztin auf. Ihre Schauspielausbildung absolvierte sie in Hamburg, wo sie nebenher kleinere Rollen in Fernsehserien übernahm. Seit Mitte der 1980er Jahre arbeitet sie als Synchronsprecherin. Zu den von ihr synchronisierten Schauspielerinnen gehören Pamela Anderson, Drew Barrymore, Kristy Swanson und Naomi Watts. In der Serie Eine schrecklich nette Familie sprach sie in über 250 Folgen die von Christina Applegate dargestellte Kelly Bundy. Lössl synchronisierte auch Penélope Cruz in Pedro Almodóvars preisgekrönten Filmen Alles über meine Mutter und Volver – Zurückkehren. Auch in Zeichentrickfilmen ist ihre Stimme zu hören. Im Anime Sailor Moon übernahm sie die deutsche Synchronstimme von Minako Aino/Sailor Venus.

## Synchronarbeiten (Auswahl)
Naomi Watts
- 2005: King Kong als Ann Darrow
- 2007: Tödliche Versprechen als Anna
- 2009: The International als Eleanor Whitman
- 2009: Mütter und Töchter als Elizabeth
- 2010: Fair Game – Nichts ist gefährlicher als die Wahrheit als Valerie Plame
- 2011: Dream House als Ann Patterson
- 2011: J. Edgar als Helen Gandy
- 2013: Diana als Prinzessin Diana
- 2014: Gefühlt Mitte Zwanzig als Cornelia
- 2015: Demolition – Lieben und Leben als Karen Moreno
- 2016: Shut In als Mary Portman

Penélope Cruz
- 1997: Live Flesh – Mit Haut und Haar als Isabel Plaza Caballero
- 1999: Alles über meine Mutter als Maria
- 2008: Elegy oder die Kunst zu lieben als Consuela Castillo
- 2009: Zerrissene Umarmungen als Lena
- 2011: Pirates of the Caribbean – Fremde Gezeiten als Angelica
- 2013: The Counselor als Laura
- 2013: Fliegende Liebende als Jessica
- 2014: Twice Born – Was vom Leben übrig bleibt als Gemma
- 2016: Zoolander 2 als Valentina
- 2017: Mord im Orient Express als Pilar Estravados

Christina Applegate
- 1987–1997: Eine schrecklich nette Familie als Kelly Bundy
- 1998–2000: Jesse als Jesse Warner
- 2000: Emilys Vermächtnis als Emily
- 2005: Tagebuch für Nicholas als Dr. Suzanne Bedford
- 2011–2012: Up All Night als Reagan Brinkley
- 2015: Vacation – Wir sind die Griswolds als Debbie Griswold
- 2019–2022: Dead to Me als Jen Harding

Marisa Tomei
- 1993: Real Love als Caroline
- 2005: Factotum als Laura
- 2014: Wie schreibt man Liebe? als Holly Carpenter
- 2016: The First Avenger: Civil War als Tante May
- 2017: Spider-Man: Homecoming als Tante May
- 2019: Spider-Man: Far From Home als Tante May
- 2021: Spider-Man: No Way Home als Tante May

Renée Zellweger
- 1994: Love and a .45 als Starlene Cheatham
- 2002: Chicago als Roxanne Hart
- 2005: Das Comeback als Mae Braddock

Julie Benz
- 2005: 8mm 2 – Hölle aus Samt als Lynn
- 2008: Punisher: War Zone als Angela
- 2011: Warnschuss als Elise Laird

Kristen Wiig
- 2010: MacGruber als Vicki St. Elmo
- 2012: There Is No Place Like Home – Nichts wie weg aus Ocean City als Imogene Duncan
- 2015: Hateship Loveship als Johanna Parry

Jennifer Jason Leigh
- 1996: Schutzlos – Schatten über Carolina als Anney Boatwright
- 2002: Hey Arnold! – Der Film als Bridget

Drew Barrymore
- 1997: Wishful Thinking als Lena
- 1998: Eine Hochzeit zum Verlieben als Julia Sullivan

Teri Polo
- 1998: Ein Herz für Brittany als Kim Lousher
- 2001: The Unsaid – Lautlose Schreie als Barbara Lonigan

Kristy Swanson
- 2001: Soul Assassin – Spur in den Tod als Tessa Jansen
- 2003: Eiskalte Stille als Dr. Julia Craig

Lucy Liu
- 2002: Ballistic als Agent Sever
- 2002: Cypher als Rita Foster

Polly Shannon
- 2005: Jesse Stone: Eiskalt als Abby Taylor
- 2006: Jesse Stone: Knallhart als Abby Taylor

Ivana Miličević
- 2007: Gefallene Engel 2 als Ariel
- 2008: Gefallene Engel 3 als Ariel

Sarah Clarke
- 2008: Twilight – Biss zum Morgengrauen als Renée Dwyer
- 2010: Eclipse – Biss zum Abendrot als Renée Dwyer

### Filme
- 1998: Emmanuelle Seigner in Speedrider – Die Jagd nach dem Wunderauto als Michelle Claire
- 1999: Alicia Silverstone in Eve und der letzte Gentleman als Eve Rustikoff
- 2000: Lindsay Sloane in Girls United als Big Red
- 2002: Rebecca Romijn in Rollerball als Aurora
- 2002: Roselyn Sánchez in Boat Trip als Gabriella
- 2003: Cheryl Hines in Mann heiratet nur zweimal als Rose Goodman
- 2003: Missi Pyle in Haus über Kopf – Betreten auf eigene Gefahr als Ashley
- 2003: Elizabeth Perkins in Findet Nemo als Cora (Coral)
- 2004: Dina Spybey in Die Geistervilla als Emma
- 2005: Joy Bryant in London – Liebe des Lebens? als Mallory
- 2005: Amira Casar in Malen oder Lieben als Eva
- 2005: Mary McCormack in Madison als Bonnie McCormick
- 2005: Victoria Pratt in Tatort: Presidio als Cpl. Tara Jeffries
- 2005: Jane Sibbett in Wild–West–Biking als Blaine Townsend
- 2006: Cécile de France in Chanson d’Amour als Marion
- 2006: Mariya Poroshina in Wächter des Tages – Dnevnoi Dozor als Swetlana
- 2006: Rebecca Romijn in Man About Town als Nina Giamoro
- 2007: Radha Mitchell in Rogue – Im falschen Revier als Kate Ryan
- 2007: Sarah LaFleur in Lake Placid 2 als Emily „Emma“ Warner
- 2009: Radha Mitchell in The Code – Vertraue keinem Dieb als Alex
- 2009: Claudia Gerini in Ex als Elisa
- 2011: Brooke Shields in Powder Girl als Caroline
- 2013: Connie Britton in Mein Nachbar der Weihnachtsmann als Susan Walker
- 2014: Sarah Paulson in 12 Years a Slave als Mistress Epps

### Serien
- 1989–1993: Jackie Swanson in Cheers als Kelly Gains Boyd
- 1991–1997: Pamela Anderson in Hör mal, wer da hämmert als Lisa
- 1992–1999: Lisa Kudrow in Verrückt nach dir als Ursula Buffay
- 1995–1998: Rica Fukami in Sailor Moon als Sailor Venus/Minako Aino
- 1995–1999: Nikki Cox in Auf schlimmer und ewig als Tiffany Malloy
- 1995–2005: Nicole Sullivan in MADtv als diverse
- 1998–2000: Josie Davis in Beverly Hills, 90210 als Camille Desmond
- 2000–2001: Josie Davis in Titans – Dynastie der Intrigen als Laurie Williams
- 2001–2004: Wendy Moniz in The Guardian – Retter mit Herz als Louise „Lulu“ Archer
- 2004–2007: Jacqueline McKenzie in 4400 – Die Rückkehrer als Diana Skouris
- 2004–2011: Andrea Roth in Rescue Me als Janet Gavin
- 2005: Nicole Sullivan in Hot Properties – Gut gebaut und noch zu haben als Chloe Reid
- 2007–2009: Natalie Zea in Dirty Sexy Money als Karen Darling
- 2010–2011: Nicole Sullivan in Shit! My Dad Says als Bonnie Goodson
- 2011–2019: Lena Headey in Game of Thrones als Cersei Lannister
- 2013–2014: Malin Åkerman in Trophy Wife als Kate Harrison
- seit 2014: Caitriona Balfe in Outlander als Claire Fraser
- 2014–2015: Cynthia Watros in Finding Carter als Elizabeth Wilson
- 2015–2020: Paige Turco in The 100 als Dr. Abigail Griffin
- seit 2016: Sprecherin bei Frauentausch
- 2019–2021: Laila Robins in The Blacklist als Katarina Rostova / Tatiana Petrova
- 2020: Sara Wiseman in One Lane Bridge als Jackie Ryder
- 2022: Indira Varma in Obi-Wan Kenobi als Tala Durith
- 2023: Chioma Umeala in One Piece als Nojiko

## Filmografie (Auswahl)
- 1989: Forsthaus Falkenau (Fernsehserie, acht Folgen)
- 1992: Derrick – Mord im Treppenhaus
- 1992: Happy Holiday (Fernsehserie, eine Folge)
- 1993: Derrick – Mann im Regen
- 1994–1995: Ein Fall für zwei (Fernsehserie, zwei Folgen)
- 1995: Dr. Stefan Frank – Der Arzt, dem die Frauen vertrauen – Dr. Frank und die Killerbakterien
- 1996: Großstadtrevier (Fernsehserie, Folge Gute Nachbarschaft)
- 2002: Tatort – Der Fremdwohner (Fernsehreihe)
- 2002: Finanzamt Mitte – Helden im Amt (Fernsehserie, acht Folgen)
- 2003: Der Ermittler – Tödliches Wiedersehen (Fernsehserie)
- 2006: Das total verrückte Wunderauto
- 2008: Die Rosenheim-Cops (Fernsehserie, Folge Der Tod coacht mit)
- 2009: Tatort – Um jeden Preis